# Fulgenci de Ruspe
|  | Per a altres significats, vegeu «Fulgenci de Cartagena». |

Fulgenci de Ruspe (llatí: Fabius Claudius Gordianus Fulgentius) (Telepta, actualment Tunísia, ca. 468 - Ruspe, actualment Tunísia, 1 de gener de 533) fou un bisbe romà nord-africà i autor eclesiàstic. És venerat com a sant per diverses confessions cristianes.

## Biografia
Fabi Claudi Gordià Fulgenci va néixer a Telepta, al nord d'Àfrica, en una família de l'orde eqüestre. Fou educat com a cavaller i aprengué grec, i la seva mare, Mariana, l'educà en el cristianisme. Fou procurador d'impostos i administrador i funcionari a Telepta. En llegir el comentari al salm XXXVI de sant Agustí d'Hipona va tenir una crisi espiritual i deixà els seus càrrecs públics per fer-se monjo.
Durant el regnat de Trasamund (496-523) va voler anar a Egipte per fer-hi vida eremítica, però els conflictes de l'església local li feren reconsiderar el viatge i anà a Roma en 500. En tornar a Telepta, poc després, es va fer sacerdot. En 508 Fulgenci fou elegit bisbe de Ruspe, prop de Telepta, però en secret, ja que el rei Trasamund no volia que s'ocupessin les seus vacants, per afeblir el catolicisme, ja que ell era arrià.
Trasamund desterrà els bisbes electes a Sardenya, on Fulgenci fou mestre de bisbes, sacerdots i monjos, i conseller i pacificador dels ciutadans. El rei el cridà a Cartago i l'interrogà, enviant-lo novament a Sardenya. Només a la mort del rei Hilderic, Fulgenci tornà a l'Àfrica, on continuà la missió pastoral. Fins a la seva mort, es dedicà a la pregària i a escriure obres teològiques en les que defèn l'ortodòxia catòlica en qüestions com la Trinitat, l'Encarnació, la Gràcia o la predestinació, refutant els nestorians i elssemipelagians.

## Obres
Les seves obres estaven molt influïdes per la teologia i la moral d'Agustí, i fan palès un bon estil, tot i ésser poc originals. No se sap del cert si és la mateix persona que l'erudit Fabi Plancíades Fulgenci, autor de l'Expositio Virgilianae continentiae, Mythologiarum libri tres i l'Expositio sermonum antiquorum.
Entre les seves obres hi ha:
- Contra Arianos
- Contra Fabianum
- De Trinitate
- Ad Trasimundum regem
- Ad Donatum liber de fide orthodoxa ed diversis erroribus haereticoru
- Ad Petrum diacunum de fide
- De veritate praedestinationis et gratiae Dei
- De remissione peccatorum
- De Incarnatione filii Dei

Se'n conserven set sermons i tretze cartes. Se'n perdé Contra Faustum Reinsem.